# Manuel Segundo Sánchez
Manuel Segundo Sánchez (La Guaira, 25 de marzo de 1868 - Caracas, 22 de junio de 1945) fue un bibliógrafo venezolano. Director de la Biblioteca Nacional de Venezuela (1913-1920) y autor de Bibliografía venezolanista (1914).
Estudió entre su ciudad natal y en Barcelona, Anzoátegui, graduándose de bachillerato en 1884. Dos años después fundó en Barcelona la asociación cultural «Círculo Unión», donde trabajó como tipógrafo y editó la gaceta Nueva Era. Se trasladó a Caracas en 1899. Para 1909 es colaborador en periódicos como El Universal. Durante siete años fue director de la Biblioteca Nacional de Venezuela. En 1917 compiló el primer Anuario bibliográfico venezolano. También es autor de la Bibliografía del Ministerio de Hacienda (1924).
En 1936 fue director de gabinete del Ministerio de Fomento, ejerciendo a los pocos meses el mismo cargo en el ministerio de Exteriores. En 1941 fue agregado comercial en los Estados Unidos y Canadá y el año siguiente cónsul en Montreal. 
Regresó a Venezuela en 1943, obsequiando a la Biblioteca Nacional los libros de su colección particular que habían pertenecido a Simón Bolívar. Buena parte de su biblioteca privada fue adquirida por el bibliotecario Walter Lichtenstein, la cual hoy está regada por diferentes universidades de los Estados Unidos.